# Erevan United Football Club
Maillots
Le Erevan United Football Club (en arménien : Երևան Յունայթդ Ֆուտբոլային Ակումբ), plus couramment abrégé en Erevan United, est un ancien club arménien de football fondé en 2004 et disparu en 2007, et basé à Erevan, la capitale du pays.

## Histoire
L'idée du Erevan United FC est née en 2001 dans la tête d'un arménien de Sydney, Dikran Hovivian. Or, lors d'un voyage en Arménie au début de l'année 2004, il se rend compte que le football arménien a des lacunes par rapport aux autre clubs européens : pas de boutiques, ni de produits dérivés, aucun fan-club, pas de mascotte, etc. En retournant en Australie, son esprit d'entrepreneur lui donne envie de relever le défi. Trois mois plus tard, une équipe est montée et l'entrainement démarre en décembre 2004.
Le club joue les saisons 2005 et 2006 mais se retire en 2007 pour des raisons financières. Malgré un véritable succès commercial, les fonds nécessaires au fonctionnement sont absents et aucune date de retour n'est encore prévue.

## Personnalités du club

### Présidents du club
- Dikran Hovivian

### Entraîneurs du club
- Albert Sargsian